# Episodi di Quantum Leap (prima stagione)
La prima stagione della serie televisiva Quantum Leap, composta da 18 episodi, è andata in onda in prima visione negli Stati Uniti sulla rete NBC dal 19 settembre 2022 al 3 aprile 2023.
In Italia la stagione è stata trasmessa ogni sabato in day-time su Italia 1 dall'11 novembre 2023 al 20 gennaio 2024.
| nº | Titolo originale            | Titolo italiano        | Prima TV USA      | Prima TV Italia  |
| -- | --------------------------- | ---------------------- | ----------------- | ---------------- |
| 1  | July 13th, 1985             | 13 luglio 1985         | 19 settembre 2022 | 11 novembre 2023 |
| 2  | Atlantis                    | Atlantis               | 26 settembre 2022 | 11 novembre 2023 |
| 3  | Somebody Up There Likes Ben | Lassù qualcuno ama Ben | 3 ottobre 2022    | 18 novembre 2023 |
| 4  | A decent Proposal           | Proposta di matrimonio | 10 ottobre 2022   | 18 novembre 2023 |
| 5  | Salvation or Bust           | Salvezza o rovina      | 17 ottobre 2022   | 25 novembre 2023 |
| 6  | What a Disaster!            | Il saltatore X         | 24 ottobre 2022   | 25 novembre 2023 |
| 7  | O Ye of Little Faith        | Gente di poca fede     | 31 ottobre 2022   | 2 dicembre 2023  |
| 8  | Stand by Ben                | Stai con me            | 7 novembre 2022   | 2 dicembre 2023  |
| 9  | Fellow Travelers            | Compagni di viaggio    | 2 gennaio 2023    | 2 dicembre 2023  |
| 10 | Paging Dr. Song             | Destini incrociati     | 9 gennaio 2023    | 9 dicembre 2023  |
| 11 | Leap. Die. Repeat.          | Il giorno più lungo    | 30 gennaio 2023   | 9 dicembre 2023  |
| 12 | Let Them Play               | Tutti in campo         | 6 febbraio 2023   | 16 dicembre 2023 |
| 13 | Family Style                | A conduzione familiare | 27 febbraio 2023  | 16 dicembre 2023 |
| 14 | S.O.S.                      | S.O.S.                 | 6 marzo 2023      | 13 gennaio 2024  |
| 15 | Ben Song for the Defense    | Ben Song per la difesa | 13 marzo 2023     | 13 gennaio 2024  |
| 16 | Ben, Interrupted            | Tra la vita e la morte | 20 marzo 2023     | 20 gennaio 2024  |
| 17 | The Friendly Skies          | Ziggy offline          | 27 marzo 2023     | 20 gennaio 2024  |
| 18 | Judgment Day                | La resa dei conti      | 3 aprile 2023     | 20 gennaio 2024  |

## 13 luglio 1985
- Titolo originale: July 13th, 1985
- Diretto da: Thor Freudenthal
- Scritto da: Steven Lilien e Bryan Wynbrandt

### Trama
Il dottor Ben Song festeggia il suo fidanzamento con Addison Augustine ed i colleghi. Durante la festa riceve messaggi misteriosi che lo portano a lasciare la festa e attivare l'Acceleratore e compiere un "salto quantico". Risvegliatosi nel 1985 nei panni di un poliziotto sotto copertura, sventa un complotto per rubare l'Hope Diamond. Soffrendo di amnesia per il salto, Ben viene aiutato da Addison sotto forma di ologramma che soltanto lui può vedere. Nel 2022, il nuovo team del progetto Quantum Leap cerca di scoprire perché Ben ha saltato e di riportarlo indietro.
- Dettagli del salto (nome, data, luogo): Nick Rounder / Matt Shaw, 13 luglio 1985, Filadelfia, Pennsylvania
- Curiosità: L'episodio è dedicato all'attore Dean Stockwell, che interpretava Al nella serie originale ed è morto il 7 novembre 2021. Sia Stockwell che Scott Bakula, che interpretava Sam Beckett, appaiono nell'episodio tramite foto d'archivio.
- Ascolti USA: telespettatori 3 348 000 – rating/share 18-49 anni 0,4[6].
- Ascolti Italia: telespettatori 252 000 – share 2,60%[7].

## Atlantis
- Titolo originale: Atlantis
- Diretto da: David McWhirter
- Scritto da: Robert Hull

### Trama
Ben "salta" in David Tamura, un astronauta a bordo dello Space Shuttle Atlantis nel 1998. Ben ricorda che David era uno dei suoi eroi d'infanzia, risvegliando parte della sua memoria. Ziggy predice che Ben è lì per salvare David dall'essere ucciso dai detriti durante una passeggiata nello spazio. Ben ha successo, ma i detriti danneggiano invece lo scudo termico della navetta, il che cambia la storia facendo morire l'intero equipaggio quando Atlantide si disintegra durante il rientro. Ben convince l'equipaggio a chiedere aiuto alla stazione spaziale Mir, ma i cosmonauti dormono. Ben tenta un audace salto dalla navetta alla stazione per attirare l'attenzione dei cosmonauti e riesce a salvare l'equipaggio. Nel 2022, Addison mostra a Ian una chiavetta USB che Ben ha lasciato nel loro appartamento, ma chiede a Ian di tacere dopo che Magic rivela la connessione di Ben con Janis e le ordina di non aiutare Ben a recuperare la memoria finché non determinano il motivo per cui è saltato. Nel frattempo, Magic e Jenn contattano la vedova di Al, Beth, per localizzare Janis. Beth in seguito chiama Janis, conducendo Magic e Jenn in una casa. Magic e Jenn arrivano e trovano server e calcoli scritti a mano da Ben. Magic riceve una chiamata da Janis, che rivela che Ben l'ha contattata per chiedere aiuto e avverte Magic di stare alla larga da loro. Magic e Jenn sfuggono alla trappola esplosiva di Janis e in seguito recuperano un disco rigido crittografato. Addison e Ian rivelano la loro chiavetta USB che, se combinata con il disco rigido, sblocca dati che rivelano che Ben stava cercando di raggiungere un preciso momento storico, ma non è chiaro quando, dove o perché Ben volesse farlo.
- Dettagli del salto (nome, data, luogo): David Tamura, 7 marzo 1998, Space Shuttle Atlantis
- Ascolti USA: telespettatori 2 772 000 – rating/share 18-49 anni 0,3[8].
- Ascolti Italia: telespettatori 354 000 – share 3,20%[7].

## Lassù qualcuno ama Ben
- Titolo originale: Somebody Up There Likes Ben
- Diretto da: Marcus Stokes
- Scritto da: Drew Lindo

### Trama
Ben "salta" in Danny "Youngblood" Hill, un pugile nel 1977, il giorno prima del suo incontro per il campionato mondiale dei pesi medi. Addison lo informa che Danny originariamente ha perso il combattimento perché era distratto e presumono che sia dovuto all'amante di Danny, Angela, che è ufficialmente la fidanzata dell'avversario di Danny. Presto apprendono, tuttavia, che la distrazione di Danny è causata dal suo allenatore e fratello maggiore, Darryl, un veterano del Vietnam affetto da disturbo da stress post-traumatico che, nella linea temporale originale, si suicida in seguito alla sconfitta di Danny. Ben fa promettere a Darryl di cercare aiuto professionale per il suo disturbo e vince il combattimento. Addison informa Ben che probabilmente i suoi "salti" continueranno per un po' di tempo poiché Ian scopre che il codice di Ben lo sta portando verso un punto preciso nello spazio-tempo. Ben dice ad Addison che quando è stato messo al tappeto durante il combattimento ha ricordato altro ma compie un "salto" prima di poter dire altro. Nel 2022, Addison soffre di esaurimento a causa della sua singolare attenzione nel riportare Ben a casa. Dopo essere svenuta nella Stanza delle Immagini , Magic la costringe a rallentare e, seguendo il "salto" di Ben, Magic, Ian e Jenn si uniscono ad Addison a casa sua per aiutarla a distendersi e rilassarsi. Mentre è lì, Magic riceve una chiamata da Beth, che lo informa che Janis l'ha contattata e ha rubato gli artefatti dal progetto originale che Al aveva in suo possesso. Uno di questi oggetti era il vecchio collegamento di Al con Ziggy, che Janis sta usando per costruire la sua Stanza delle Immagini.
- Dettagli del salto (nome, data, luogo): Danny "Youngblood" Hill, 2 ottobre 1977, Las Vegas, Nevada
- Ascolti USA: telespettatori 2 579 000 – rating/share 18-49 anni 0,3[9].
- Ascolti Italia: telespettatori 217 000 – share 1,80%[10].

## Proposta di matrimonio
- Titolo originale: A Decent Proposal
- Diretto da: Rachel Talalay
- Scritto da: Moira Kirland

### Trama
Il primo "salto" di Ben in una donna avviene con Eva Sandoval, una cacciatrice di taglie a Los Angeles del 1981. Addison dice a Ben che è lì per localizzare Tammy Jean Jessup, una donna che ha saltato la cauzione, ma inavvertitamente rovina una proposta fatta a Eva dal suo ragazzo e partner, Jake. Viene rivelato che Tammy Jean è in fuga dal cartello e sta cercando di fuggire dalla città con il suo ragazzo, Zack. Ben e Jake la seguono al club di Zack solo per scoprire che Tammy Jean è Carla, il capo del cartello, e lei uccide Zack. Ben e Jake riescono a fermarla e mandarla in prigione, Ben riesce anche a salvare la relazione tra Jake ed Eva. Ben poi ricorda la sua relazione con Addison prima di "saltare" nuovamente. Nel 2022, Ziggy è ancora lento mentre Ian cerca di limitare l'accesso di Janis al sistema. Jenn rivela ad Addison che Ben ha tenuto segreti alla squadra negli ultimi sei mesi mentre Magic rivela a Ian la sua storia passata con Quantum Leap, raccontando la volta in cui Sam Beckett è "saltato" in lui nel Vietnam e che ha riavviato il progetto per onorare Sam e, se possibile, riportarlo a casa. Ian e Jenn decidono di salvare Ben dallo stesso destino di Sam e riportarlo a casa.
- Dettagli del salto (nome, data, luogo): Eva Sandoval, 29 luglio 1981, Los Angeles, California
- Ascolti USA: telespettatori 2 464 000 – rating/share 18-49 anni 0,4[11].
- Ascolti Italia: telespettatori 238 000 – share 1,90%[10].

## Salvezza o rovina
- Titolo originale: Salvation or Bust
- Diretto da: Silas Howard
- Scritto da: Benjamin Raab e Deric A. Hughes

### Trama
Ben "salta" a Salvation, una città del Vecchio West sull'orlo della distruzione da parte di una compagnia ferroviaria, nel corpo dell'anziano ex pistolero Diego de la Cruz, convocato dalla nipote per aiutare a salvare la città da una pericolosa banda di fuorilegge assoldata dalla ferrovia per scacciare i cittadini. Ben, un pacifista, cerca di superare i suoi scrupoli morali quando Addison lo informa che dovrà battere il leader fuorilegge, Josiah McDonough, per poter saltare. Ben raduna i cittadini per preparare una serie di trappole per McDonough e la sua banda in modo che possano raccogliere una grossa taglia per salvare la città e poi li informa di una grande vena di rame nelle vicinanze che li manterrà finanziariamente stabili per gli anni a venire. Prima che Ben salti, tuttavia, lui e Addison sono sorpresi di incontrare un uomo in città che conosce il nome di Ben e che è un viaggiatore nel tempo, avvertendo Ben di smettere di seguirlo. Nel frattempo, nel 2022, il team del progetto riceve una visita a sorpresa dalla deputata Kavita Adani, che fa parte del comitato di supervisione del progetto, e cerca di impedirle di scoprire che Ben ha fatto un salto non autorizzato. Lo fa comunque, ma Magic la convince a portare avanti il progetto promettendole di trovare un modo per salvare suo fratello da un incidente stradale mortale avvenuto in passato in cui lei stava guidando.
- Dettagli del salto (nome, data, luogo): Diego de la Cruz, 1879, Salvation, California
- Ascolti USA: telespettatori 2 413 000 – rating/share 0,3[12].
- Ascolti Italia: telespettatori 272 000 – share 2,20%[13].

## Il saltatore X
- Titolo originale: What a Disaster!
- Diretto da: Helen Shaver e Chris Grismer
- Scritto da: Steven Lilien e Bryan Wynbrant (soggetto); Steven Lilien, Bryan Wynbrant e Martin Gero (sceneggiatura)

### Trama
Ben "salta" in John Harvey a San Francisco pochi istanti prima del terremoto di Loma Prieta del 1989. Scopre che è lì per aiutare la ex moglie di John, Naomi, a salvare il loro figlio, Jason, che originariamente morì in seguito al terremoto. Nel frattempo, Ben rivive i ricordi della madre defunta, morta dopo una discussione con lui. Ben trova Jason nel vecchio condominio di famiglia a Oakland, ma entra per aiutare un vecchio vicino e perde i sensi a causa della caduta di detriti. Fortunatamente, Jason riesce a rianimarlo e fuggono dall'edificio pochi istanti prima che crolli. Ben riesce anche a ricucire il rapporto familiare e poi usa il telefono dell'ospedale per chiamare sua madre proprio mentre salta. Nel 2022, la squadra cerca di scoprire l'identità del misterioso Leaper incontrato durante il precedente salto di Ben. Scoprono che è Richard Martinez, un marine di stanza a Camp Pendleton. Tuttavia, Martinez non è a conoscenza del progetto e ha una fedina pulita, il che porta Magic e il team a teorizzare che Martinez diventerà il Leaper in un momento non specificato nel futuro, facendo capire a Ian che Ben sta tentando di raggiungere il futuro attraverso i suoi balzi.
- Dettagli del salto (nome, data, luogo): John Harvey, 17 ottobre 1989, San Francisco, California
- Ascolti USA: telespettatori 2 220 000 – rating/share 0,3[14].
- Ascolti Italia: telespettatori 310 000 – share 2,30%[13].

## Gente di poca fede
- Titolo originale: O Ye of Little Faith
- Diretto da: Chris Grismer
- Scritto da: Margarita Matthews

### Trama
Ben "salta" in un prete che è stato chiamato per eseguire un esorcismo su una paziente di nome Daisy, che è presumibilmente posseduta da un demone e ha recentemente compiuto diciotto anni. Dato che Ben non è religioso, si sente a disagio nell'eseguire un esorcismo perché va contro le sue credenze. Un'interferenza sconosciuta impedisce ad Addison di comunicare con Ben. Quando la zia di Daisy viene trovata morta nella sua stanza, la sua famiglia discute se Daisy l'abbia uccisa o se sia stato il demone. Il testamento di sua zia nomina Daisy come eredità di tutti i suoi soldi e beni, cosa che sospettano sia un movente. Ben in seguito scopre che i sintomi di Daisy sono coerenti con l'esposizione alla datura, un'erba velenosa e scopre che la madre e lo zio di Daisy hanno ucciso sua zia e hanno avvelenato Daisy. La madre di Daisy era scontenta di suo marito e ha avuto una relazione con suo cognato. Dopo la morte di Daisy, suo zio sarebbe stato il prossimo a ereditare i soldi di sua zia, che la madre e lo zio di Daisy avrebbero utilizzato per iniziare una nuova vita insieme. La madre e lo zio di Daisy vengono arrestati. Ben riceve un messaggio da Janis Calavicci (che stava causando l'interferenza che impediva ad Addison di comunicare con Ben) che lo avverte, ma fa un balzo prima che lei possa dirgli di cosa lo sta avvertendo.
- Dettagli del salto (nome, data, luogo): Padre James Davenport, 31 ottobre 1934, Coventon, Maryland
- Ascolti USA: telespettatori 2 327 000 – rating/share 0,3[15].
- Ascolti Italia: telespettatori 261 000 – share 2,40%[16].

## Stai con me
- Titolo originale: Stand by Ben
- Diretto da: Avi Youabian
- Scritto da: Emily Kim

### Trama
Ben "salta" in Ben Winters, un adolescente che fugge da un'accademia violenta per giovani in difficoltà insieme ad altri tre adolescenti, Stacy, Roy e Leah. Addison dice a Ben che è lì per salvare i giovani, che si sono persi in seguito a un incidente stradale e sono morti di stenti durante la fuga. Con la guida di Addison, Ben conduce i compagni verso una baita vuota. Anche se Leah si rompe una caviglia lungo la strada, riescono ad arrivare alla baita. Sfortunatamente, il personale della scuola li rintraccia e Leah si sacrifica per permettere agli altri di scappare. Tuttavia, si avvalgono dell'aiuto dello zio di Leah, un giornalista locale, per denunciare le pratiche brutali della scuola e ottenere il loro rilascio. Addison rivela che i ragazzi continuano a condurre una vita produttiva e rimangono amici fino al presente. L'esperienza di Ben con i bambini innesca i suoi ricordi del reclutamento di Janis e, prima di saltare, dice ad Addison che finalmente si ricorda perché ha saltato: per salvarla. Nel 2022, Jenn utilizza la rete elettrica locale per tracciare la camera di imaging di Janis, ma Janis li vede arrivare attraverso i feed di sicurezza e blocca la struttura per guadagnare tempo per scappare.
- Dettagli del salto (nome, data, luogo): Ben Winters, 10 luglio 1996, Contea di Lassen, California
- Ascolti USA: telespettatori 2 649 000 – rating/share 0,4[17].
- Ascolti Italia: telespettatori 245 000 – share 2,30%[16].

## Compagni di viaggio
- Titolo originale: Fellow Travelers
- Diretto da: Avi Youabian
- Scritto da: Drew Lindo e Dean Georgaris (soggetto); David Grossman (sceneggiatura)

### Trama
Ben si catapulta nella Chicago del 1979 nei panni della guardia del corpo Jack Armstrong, incaricato di proteggere la famosa musicista Carly Farmer da misteriosi attentati alla sua vita. Addison è frustrata dal fatto che Ben abbia fatto il salto per salvarle la vita. Jamie, la sorella separata di Carly, riappare nella sua vita. Inizialmente insospettito, Ben in seguito si rende conto che Jamie è stata incastrata. Trevor, il manager di Carly, diventa il prossimo sospettato, e Ben espone diverse lettere minacciose che Trevor ha usato per incastrare Jamie. Carly licenzia Trevor e in seguito Ben rivela che anche Loretta, una delle cantanti di supporto, ha intenzione di uccidere Carly. Ben riesce a sottomettere Loretta in tempo e a salvare Carly, ma nel tentativo viene ferito. Ben promette ad Addison che si fiderà di lei da qui in poi e la rassicura che sono una squadra. Nel 2023, Ian usa Ziggy per rintracciare Janis in Belize. La squadra si rende conto di aver bisogno dell'aiuto di Janis per salvare Addison, tuttavia lei rimane poco collaborativa e implica che non ci si può fidare del team del progetto. Jenn porta Janis per interrogarla, ma si chiede se possa esserci del vero nella storia di Janis.
- Dettagli del salto (nome, data, luogo): Jack Armstrong, 24 aprile 1979, Chicago, Illinois
- Ascolti USA: telespettatori 2 305 000 – rating/share 0,3[18].
- Ascolti Italia: telespettatori 248 000 – share 2,10%[16].

## Destini incrociati
- Titolo originale: Paging Dr. Song
- Diretto da: Tessa Blake
- Scritto da: Benjamin Raab e Deric A. Hughes

### Trama
Ben "salta" nel medico di un ospedale dove sono ricoverate le vittime di un incidente ferroviario. La sua missione è salvare la vita di tre persone. Salva una persona incoraggiandola a stare ferma mentre rimuove i detriti conficcati nella sua testa. Sua moglie è morta nell'incidente, ma Ben lo incoraggia a donare il cuore di sua moglie a un'altra vittima dell'incidente, salvando la vita del secondo paziente di Ben, morto nella sequenza temporale originale a causa della reazione a un farmaco sperimentale utilizzato durante l'anestesia. Ben cambia prescrizione sulla cartella clinica del paziente con un farmaco diverso, ma viene scoperto. Sebbene la paziente abbia subito un'operazione sotto il farmaco, Ben impedisce che il farmaco venga utilizzato per la sua seconda operazione. Ben espone i rischi di questo farmaco e salva centinaia di vite. Il terzo è un uomo a cui si scopre di avere un tumore al cervello ma che non vuole farsi curare a causa della brutta vita che sente di aver vissuto, incluso essere un padre assente per la mentore del dottore in cui Ben si è tuffato. Al quartier generale, Janis Calavicci dice ad Addison di dire a Ben di non rivelare altro di ciò che ricorda sul motivo per cui ha saltato, dal momento che non ci si può fidare di qualcuno del Progetto Quantum Leap.
- Dettagli del salto (nome, data, luogo): dottoressa Alexandra Tomkinson, 1994, Seattle, Washington
- Ascolti USA: telespettatori 1 753 000 – rating/share 0,2[19].
- Ascolti Italia: telespettatori 264 000 – share 2,50%[20].

## Il giorno più lungo
- Titolo originale: Leap. Die. Repeat.
- Diretto da: Pamela Romanowsky
- Scritto da: Margarita Matthews

### Trama
Ben "salta" in un colonnello in un ascensore con altre quattro persone. Queste persone sono venute per vedere l'accensione iniziale di un reattore nucleare altamente sperimentale. Tuttavia, qualcosa va storto e tutti i presenti nella struttura (compreso Ben) muoiono. Mentre le persone al quartier generale stanno sperimentando il dolore iniziale per la perdita di Ben, i monitor dei suoi segni vitali indicano che è vivo. Ben salta dentro un'altra persona che era nell'ascensore e fa un altro tentativo per prevenire il disastro. Tuttavia, diventa presto evidente che Ben può saltare in ogni persona presente nell'ascensore solo una volta prima che Ben muoia definitivamente. Nel 2023, la squadra non ha altra scelta che chiedere aiuto a Janis con questo "loop quantico". Alla fine, Janis accetta di dire ad Addison il nome della persona che ha detto a Ben di saltare.
- Dettagli del salto (nome, data, luogo): Colonnello Jack Parker, Eugenio Wagner, Mallory Yang, Dottor Edwin Woolsey, Moe Murphy, 12 settembre 1962, Fort Worth, Texas
- Guest star: Robert Picardo (dott. Edwin Woolsey)
- Ascolti USA: telespettatori 2 102 000 – rating/share 0,2[21].
- Ascolti Italia: telespettatori 247 000 – share 2,20%[20].

## Tutti in campo
- Titolo originale: Let Them Play
- Diretto da: Morenike Joela Evans e Shakina
- Scritto da: Shakina

### Trama
Ben "salta" in Carlos Mendéz, un allenatore di basket del liceo nel 2012 la cui figlia, Gia, lotta con le reazioni negative essendo una studentessa e atleta transgender. Gia deve affrontare la reazione della comunità, in particolare da parte della madre di uno dei suoi compagni di squadra, perché Ben l'ha messa in gioco. Ben lotta per proteggere Gia dalla comunità e impedirle di scappare e scomparire, come faceva nella storia originale. Nel 2023, Magic e Jenn rintracciano una poetessa trans di nome Dottie, che Janis ha rivelato essere la persona che ha detto a Ben di saltare. Ascoltando una nuova poesia che Dottie sta eseguendo, Magic si rende conto che un Leaper abitava in Dottie e ha parlato con Ben. Dottie mostra a Magic un disegno del volto del Leaper e Magic è sorpreso nel vedere che l'immagine sembra essere di Ian.
- Dettagli del salto (nome, data, luogo): Carlos Mendéz, 2012, Los Angeles, California
- Ascolti USA: telespettatori 1 752 000 – rating/share 0,2[22].
- Ascolti Italia: telespettatori 311 000 – share 3,00%[23].

## A conduzione familiare
- Titolo originale: Family Style
- Diretto da: Deborah Pratt
- Scritto da: Aadrita Mukerji

### Trama
Ben "salta" in Kamini Prasad, la figlia di immigrati indiani che lavora come chef nel ristorante di famiglia. Il ristorante è in difficoltà da quando il padre di Kamini è morto un anno prima e Ben scopre che la famiglia deve al proprietario $ 30.000 di affitto arretrato e che è arrivato il giorno in cui il ristorante viene bruciato a causa di una truffa assicurativa. Ben promette al padrone di casa, Kathy, che consegneranno una casa piena come acconto sull'affitto arretrato. La sorella di Kamini, Manisha, cerca di convincere la madre, Sonali, a lasciarle provare nuove ricette per attirare più clienti e Ben elenca il ristorante su Groupon per promuovere l'attività e contatta anche un ristoratore locale come possibile angel investor. Sonali approva l'idea di Groupon ma rifiuta le nuove ricette di Manisha, dicendo che non possono permettersi di correre rischi in una notte così importante, spingendo Manisha a smettere frustrata. Dopo che uno dei loro dipendenti si è addormentato sul lavoro e l'altro se n'è andato, Sonali cerca di fare il lavoro da sola ma finisce per tagliarsi e poi svenire, innescando il ricordo di Ben della morte di sua madre. Ben riesce a convincere Sonali e Manisha a sistemare le cose, ma la famiglia torna al ristorante e scopre che Kathy lo aveva bruciato. Ben invece prende in prestito un luogo per il ricevimento di nozze da una famiglia locale mentre molti parenti e amici della famiglia Prasad si uniscono per aiutare con la cena. Sonali lascia che Manisha prenda il comando e, in seguito, la famiglia si offre di aiutare i Prasad a trovare una nuova posizione. Addison rivela che il nuovo ristorante è un fiorente successo mentre Kathy va in prigione per frode assicurativa. Nel 2023, Ian è alle prese con la rivelazione che sono stati loro a far saltare Ben. Frustrati e preoccupati di aver messo Ben in pericolo, iniziano a ossessionarsi nel capire perché l'hanno fatto finché Magic non ordina a Ian di prendersi un giorno libero per decomprimersi. Ian decide di visitare la loro vecchia compagna, Rachel, che li rassicura dicendo che sono una brava persona che vuole sempre aiutare le persone. Ian ritorna al progetto con rinnovata attenzione.
- Dettagli del salto (nome, data, luogo): Kamini Prasad, settembre 2009, Portland, Oregon
- Ascolti USA: telespettatori 2 015 000 – rating/share 0,3[24].
- Ascolti Italia: telespettatori 364 000 – share 3,40%[23].

## S.O.S.
- Titolo originale: S.O.S.
- Diretto da: Chris Grismer
- Scritto da: Dean Georgaris

### Trama
Ben "salta" nel Comandante Rossi a bordo della U.S.S. Montana, il cui equipaggio include XO Alexander Augustine, il padre di Addison. Il comandante Augustine era caduto in disgrazia dopo che un sottomarino nelle vicinanze, l'U.S.S. Il Tampa affondò provocando la morte del suo equipaggio nonostante la vicinanza del Montana. Ben deve salvare i membri della Tampa, ma il capitano della Montana inizialmente rifiuta, pensando che l'SOS ricevuto fosse uno stratagemma dei cinesi. Ben dimostra che il segnale proveniva da una nave americana, ma dopo che la Montana colpisce una mina cinese, il capitano ordina loro di sparare sulla nave cinese che li segue, la Han, cosa che scatenerebbe la terza guerra mondiale. Agostino viene mandato nei suoi alloggi quando si oppone. Lavorando con Augustine, Ben convince l'equipaggio ad ammutinarsi e impedire al Montana di sparare sugli Han, ottenendo invece i codici per far esplodere a distanza le mine e aprire la strada al Tampa. Successivamente, Ben è in piedi sulla coda della nave quando si confronta con un altro marinaio: Richard Martinez, nel corpo del marinaio delle comunicazioni con cui aveva lavorato, anche se non lo aveva mai incontrato.
- Dettagli del salto (nome, data, luogo): Comandante Rossi, 2 maggio 1989, U.S.S. Montana, Mar Cinese Meridionale
- Ascolti USA: telespettatori 2 191 000 – rating/share 0,2[25].
- Ascolti Italia: telespettatori ? – share ?.

## Ben Song per la difesa
- Titolo originale: Ben Song for the Defense
- Diretto da: Kristen Windell
- Scritto da: Romy Loor

### Trama
Ben "salta" nel pubblico difensore Aleyda Ramirez, che deve difendere Camilo Diaz, un adolescente ingiustamente accusato di aver ucciso un reclutatore di una banda, mentre si destreggia anche in diversi altri casi. Nella sequenza temporale originale Diaz si è dichiarato colpevole di omicidio colposo, ma suo fratello si è unito alla banda e di conseguenza è morto. Jenn si unisce a Ben, poiché ha precedenti esperienze legali, sebbene Ben inizialmente non la riconosca. Ben scopre che il pubblico ministero ha nascosto un testimone che in seguito sarebbe stato accusato di altri due omicidi, ma la ragazza ADA di Aleyda viene licenziata quando chiede informazioni al pubblico ministero. Il pubblico ministero offre a Ben un patteggiamento che porterebbe Camilo in prigione per soli cinque anni, permettendogli di trasferirsi dal Queens con la sua famiglia e impedire la morte di suo fratello, il che permetterebbe anche a Ben di saltare, ma Ben non accetta. Con l'aiuto di un altro cliente, Ben trova la pistola usata nella sparatoria e sostiene il caso di Camilo, che viene dichiarato non colpevole, mentre il pubblico ministero perde il lavoro per coinvolgimento in molteplici insabbiamenti.
- Dettagli del salto (nome, data, luogo): Aleyda Ramirez, 1985, Queens, New York
- Ascolti USA: telespettatori 2 276 000 – rating/share 0,3[26].
- Ascolti Italia: telespettatori ? – share ?.

## Tra la vita e la morte
- Titolo originale: Ben, Interrupted
- Diretto da: Jude Weng
- Scritto da: Annelise Kollevoll Medina

### Trama
Ben "salta" al Georges Island Asylum nei panni del detective privato Liam O'Connor, che è stato assunto per salvare la sorella del suo cliente Judith Sullivan (che era detenuta lì per isteria). Janis Calavicci si toglie il monitor dalla caviglia in modo che Magic arrivi, avvertendolo che Ben deve sabotare il salto. Fingendosi pazienti, Ben e Judith usano uno sfiato per strisciare nell'ufficio del primario e trovare i suoi file, ma vengono catturati. Martinez salta su uno degli inservienti, aiutando Ben a scappare dalla sua stanza. I due quindi si alleano per affrontare e mettere fuori combattimento il primario prima che possa eseguire una lobotomia su Judith. Judith sale una scala e scappa con la sorella, permettendole di rilasciare i file e ottenere la revoca della licenza del primario, ma quando Ben si arrampica per scappare viene improvvisamente pugnalato al collo da Martinez, che poi se ne va. Ben riesce a salire e ad arrivare a un'auto vicina, ed è in grado di suonare il clacson e avvisare due infermiere vicine di aiutarlo. Janis dice a Magic di aver scoperto chi è il traditore della squadra di Quantum Leap: Ziggy.
- Dettagli del salto (nome, data, luogo): Liam O'Connor, 1954, Georges Island, Boston, Massachusetts
- Ascolti USA: telespettatori 192 000 – rating/share 0,2[27].
- Ascolti Italia: telespettatori ? – share ?.

## Ziggy offline
- Titolo originale: The Friendly Skies
- Diretto da: Linda Mendoza
- Scritto da: Alex Berger

### Trama
Ben "salta" in Lois Mitchell, un'assistente di volo che vola da Londra a New York su un volo destinato a schiantarsi. Inoltre, la squadra disabilita Ziggy in seguito agli eventi dell'episodio precedente, sebbene la camera di imaging sia ancora attiva. Dopo aver trovato il pilota e l'ingegnere di volo morti avvelenati, Ben si rende conto che il volo è stato dirottato prima di schiantarsi. Ben inizialmente sospetta un'assistente di volo irlandese, Holly, con possibili collegamenti con l'IRA, ma dopo che un ricco erede a bordo, Corey, nota l'apertura dell'attrezzatura di emergenza, la sua custode Leslie si rivela essere il dirottatore. Lavorando con il copilota e due mercenari, Leslie prende il controllo dell'aereo. Ben e Holly eliminano un dirottatore, mentre il secondo viene attaccato da un passeggero, che viene colpito in modo non mortale. Ben e Corey usano una miscela per mettere fuori combattimento Leslie e il copilota, ma scoprono che il proiettile sparato ha danneggiato l'impianto idraulico. Con l'aiuto di Ian, Ben riesce a far atterrare con successo l'aereo a Porto Rico. Nel suo prossimo salto, Ben arriva nella struttura distrutta del Salto Quantico e sta nevicando. Accolto da un Ian più anziano, Ben si rende conto che in futuro vivrà un inverno nucleare.
- Dettagli del salto (nome, data, luogo): Lois Mitchell, 5 agosto 1971, Volo Transglobal Airlines 349, sull'Oceano Atlantico
- Ascolti USA: telespettatori 2,252000 – rating/share 0,2[28].
- Ascolti Italia: telespettatori ? – share ?.

## La resa dei conti
- Titolo originale: Judgment Day
- Diretto da: Chris Grismer
- Scritto da: Margarita Matthews

### Trama
Il futuro Ian dice a Ben che Martinez è stato inviato per uccidere Addison e porre fine a Quantum Leap, e danno a Ben un codice da dare al passato Ian. Nel 2018, Ben ritorna a se stesso del passato e esce con Addison, ma finisce presto e le dice la verità. Va al quartier generale ma Addison, sospettando che non sia il vero Ben, cerca di catturarlo. Jenn avvia il blocco, ma Martinez è già entrato in Magic. Martinez li convince che Ben è un impostore e viene messo in cella. Ben convince Jenn e Ian che è il vero Ben dando loro la password di Jenn, mentre Addison si rende conto che Magic è un falso dopo aver trovato i sigari che Magic aveva promesso di consegnare ad Al Calavicci. Ben e Martinez combattono sull'acceleratore e Addison viene colpito prima che Ben e Martinez riprendano i loro salti passati. Martinez sta per sparare a Ben ma un amico del saltatore gli spara. Ian si rende conto che il codice richiede tutte e tre le versioni e lo usa per riportare Ben al 2018, mentre Martinez si perde nel tempo. Dopo che Ben e Addison si baciano, la squadra del 2023 si prepara a fargli fare il salto ai giorni nostri.
- Dettagli del salto (nome, data, luogo): 2051; Los Angeles, California, Ben Song; 2018; Los Angeles, California, Liam O'Connor; 1954; Boston, Massachusetts, Comandante Rossi; 2 maggio 1989; U.S.S. Montana, Diego de la Cruz; 1879; Salvation, California
- Ascolti USA: telespettatori 2 163 000 – rating/share 0,2[29].
- Ascolti Italia: telespettatori ? – share ?.